# Cameron Moore
Cameron Todd Moore (Huntsville, 12 novembre 1990 – Ocrida, 5 ottobre 2016) è stato un cestista statunitense.

## Carriera
Dopo l'high school, è approdato all'University of Alabama at Birmingham con cui ha disputato quattro campionati NCAA, dal 2008 al 2012. Nelle quattro stagioni agonistiche si migliorato sempre di anno in anno, chiudendo l'ultimo anno di carriera universitaria con 31 partite, 16,1 punti per partita e 10,5 rimbalzi. È stato inoltre riconosciuto tra i migliori difensori dell'intero campionato. Dopo aver preso parte al Porthsmouth Invitational Tournament ed alla Summer League di Las Vegas con i Los Angeles Clippers di Doc Rivers, Moore ha disputato il campionato ucraino con il Ferro-ZNTU di Zaporižžja mettendo a referto di media 13,2 punti (55% da due, 62% nei liberi) e 9 rimbalzi. Nell'ultima stagione ha contribuito alla conquista della Coppa Ucraina ed alle semifinali della Superleague.
La stagione successiva vola in Italia per firmare con la Juvecaserta allenata da Emanuele Molin. Esordisce al Palamaggiò, davanti ai suoi nuovi tifosi il 13 ottobre contro la Reyer Venezia Mestre, mette a referto 17 punti e 7 rimbalzi, risultando il miglior marcatore della partita.

## Morte
Dopo essere finito in coma il 31 maggio 2015 in seguito da una cardiomegalia ed essersi poi ristabilito, muore a causa della stessa malattia il 5 ottobre 2016, dopo essere collassato in seguito ad una schiacciata fatta durante un allenamento con la squadra macedone dell'AV Ohrid.